# Gruppchef
Gruppchef var en befälskår i Sverige som skapades vid 1972 års tjänsteställningsreform i Krigsmakten, då den tidigare underbefälskåren upphörde och delades i två olika befälskårer. Befälsnivån gruppbefäl existerar som ett separat begrepp och skall ej sammanblandas med befälskåren gruppchef.

## Befälskårer
Genom den tjänsteställningsreform som genomfördes den första juli 1972 reformerades de tre existerande befälskårerna för underbefäl, underofficerare och officerare. Uppdelningen i tre olika befälskårer bibehölls, men istället förändrades deras benämningar till plutonsofficerare, kompaniofficerare samt regementsofficerare.
Underbefälen indelades genom reformen i två olika befälskårer, antingen som plutonsofficerare eller som gruppchefer.
| Före 1972-07-01 | Efter 1972-07-01 |
| --------------- | ---------------- |
| Officer         | Regementsofficer |
| Underofficer    | Kompaniofficer   |
| Underbefäl      | Plutonsofficer   |
| Underbefäl      | Gruppchef        |

## Befälsgrader
Äldre personal, det vill säga rustmästare och överfurirer, befordrades till fanjunkare och sergeanter, medan yngre personal efter befordran placerades i den nya befälskåren för gruppchefer. Yngre personal definierades i Kungl. Maj:ts proposition som  "furirer och lägre".
| Tjänstgöringstid | Underbefäl        | Plutonsofficer   | Gruppchef        | Befälsnivå   |
| ---------------- | ----------------- | ---------------- | ---------------- | ------------ |
| Tjänstgöringstid | Före 1972-07-01   | Efter 1972-07-01 | Efter 1972-07-01 | Befälsnivå   |
| Äldre personal   | Rustmästare       | Fanjunkare       | -                | Plutonsbefäl |
| Äldre personal   | Överfurir (äldre) | Fanjunkare       | -                | Plutonsbefäl |
| Äldre personal   | Överfurir (yngre) | Sergeant         | -                | Plutonsbefäl |
| Yngre personal   | Furir             | -                | Överfurir        | Gruppbefäl   |
| Yngre personal   | Korpral           | -                | Furir            | Gruppbefäl   |
| Yngre personal   | Vicekorpral       | -                | Korpral          | Gruppbefäl   |

## Tjänsteställning

### Underbefäl
Underbefäl var en yrkesanställd befälskår i Krigsmakten, hierarkiskt placerad mellan underofficerskåren och manskapet.
| Ordningsföljd | Officer  | Underofficer | Underbefäl  |
| ------------- | -------- | ------------ | ----------- |
| 8             | Kapten   | -            | -           |
| 9             | -        | Förvaltare   | -           |
| 10            | Löjtnant | -            | -           |
| 11            | -        | Fanjunkare   | -           |
| 12            | Fänrik   | -            | -           |
| 13            | -        | Sergeant     | -           |
| 14            | -        | -            | Rustmästare |
| 15            | -        | -            | Överfurir   |
| 16            | -        | -            | Furir       |
| 17            | -        | -            | Korpral     |
| 18            | -        | -            | Vicekorpral |

### Gruppchefer
Efter reformen placerades sig gruppcheferna hierarkiskt mellan plutonsofficerare och manskapet. Principiellt gällde efter reformen att senioritet mellan två befäl skulle räknas endast i tjänstgöringstid, men värnpliktiga gruppchefer räknades alltid efter yrkesanställt befäl av samma grad.
| Befälsnivå   | Ordningsföljd | Regementsofficer | Kompaniofficer | Plutonsofficer | Gruppchef |
| ------------ | ------------- | ---------------- | -------------- | -------------- | --------- |
| Kompanibefäl | 8             | Kapten           | Kapten         | -              | -         |
| Kompanibefäl | 9             | Löjtnant         | Löjtnant       | -              | -         |
| Kompanibefäl | 10            | -                | Fänrik         | -              | -         |
| Plutonsbefäl | 11            | -                | -              | Fanjunkare     | -         |
| Plutonsbefäl | 12            | -                | -              | Sergeant       | -         |
| Gruppbefäl   | 13            | -                | -              | -              | Överfurir |
| Gruppbefäl   | 14            | -                | -              | -              | Furir     |
| Gruppbefäl   | 15            | -                | -              | -              | Korpral   |

## Värnpliktiga gruppchefer
Yrkesanställda gruppchefer som befälskår fasades successivt ut, genom avgång och befordran mellan 1972 och 1983, vilket medförde att det till slut endast var de värnpliktiga gruppcheferna kvar. Tillsammans med värnpliktsofficerare utgjorde värnpliktiga gruppchefer de två kategorier av värnpliktigt befäl som existerade mellan 1972 och 2010.
| Befälsgrupp  | Värnpliktsofficer | Värnpliktsofficer | Värnpliktig gruppchef |
| Befälsgrupp  | KB                | PB                | GB                    |
| ------------ | ----------------- | ----------------- | --------------------- |
| Agraff       | KB                | PB                | GB                    |
| Kompanibefäl | Kapten            | -                 | -                     |
| Kompanibefäl | Löjtnant          | -                 | -                     |
| Kompanibefäl | Fänrik            | -                 | -                     |
| Plutonsbefäl | -                 | Fanjunkare        | -                     |
| Plutonsbefäl | -                 | Sergeant          | -                     |
| Gruppbefäl   | -                 | -                 | Överfurir             |
| Gruppbefäl   | -                 | -                 | Furir                 |